# El padre
El padre (Fadren) es una obra de teatro del dramaturgo sueco August Strindberg escrita en 1887.

## Reseña
La historia se centra en el conflicto de intereses entre el Capitán y su esposa, Laura. El capitán es un héroe exmilitar y un científico muy respetado que no logra ponerse de acuerdo con su mujer acerca de cómo educar a su hija, Bertha. Él prefiere que marche a la ciudad y se le proporcione una educación laica, mientras que la madre quiere que su hija tenga un destino diferente, tal vez como artista. La legislación sueca del momento impide que Laura pueda ver cumplidos sus deseos sobre el futuro de Bertha, por lo que Laura promueve que el Capitán sea declarado enfermo mental para conseguir de ese modo la capacidad de decisión. A fin de que el Capitán pierda la cordura le da a entender que Bertha puede incluso no ser hija suya, lo que implica que ella le habría sido infiel.
Laura también intercepta el correo, y se esfuerza por hacer creer al médico de la familia que el Capitán ha perdido el juicio. El Capitán comienza a creer que Bertha no es su hija y, finalmente, es encerrado en una habitación, con todas las armas descargadas para que no pueda suicidarse. Laura ha conseguido convencer al Médico y al Pastor de la locura del Capitán, al que se le impone una camisa de fuerza. El Capitán, finalmente enloquecido, se sienta en el regazo de su enfermera en una posición que casi sugiere la de la lactancia materna y muere. Bertha corre hacia su madre, que ahora ya tiene la custodia de la joven.

## Representaciones
Por su contenido anticlerical, la obra encontró problemas para representarse en Suecia, y de hecho fue la primera obra del autor en estrenarse fuera de Escandinavia. Concretamente, en Berlín en 1890.
En Londres el personaje principal ha sido interpretado por Michael Redgrave (1948), Wilfrid Lawson (1953) y Trevor Howard (1964).
En Broadway se ha interpretado en siete ocasiones desde su estreno en 1912. Puede destacarse la producción de 1949 que contó con Raymond Massey como el Capitán, Mady Christians como Laura y Grace Kelly como Bertha.

### Representaciones en castellano
La obra no se estrenó sobre los escenarios españoles hasta más de noventa años después de haber sido escrita. Fue en 1978 en el Teatro Fígaro de Madrid, en adaptación de Ricardo Rodríguez Buded, dirigida por Ricardo Lucía e interpretada por Berta Riaza (Laura), Luis Prendes (Capitán), María Luisa Ponte y Ricardo Lucía.
Tres años más tarde, el 15 de julio de 1981, se emitió por Televisión española, dentro del espacio Teatro 2, con el siguiente reparto: Héctor Alterio (Capitán), Mayrata O'Wisiedo (Laura), Ángeles Lamuño (Bertha), María Luisa Ponte (Margarita), Pedro del Río (Doctor), Alberto Fernández (Pastor), Roberto Quintana, Ángel Romero.